# La Pineda (Montbui)
La Pineda és una urbanització del terme municipal de Bigues i Riells del Fai, al Vallès Oriental.
Es tracta d'una urbanització amb un nom artificial, però que respon a la presència de pins a la zona. És a la part occidental del terme, en el vessant oriental del Puig Alt de Viver, de la carena del Castell de Montbui. És al sud-est de la urbanització del Castell de Montbui i al sud-oest de la de Can Carreres. Hi passa el camí d'enllaç amb la urbanització de Can Regassol i amb Caldes de Montbui.
És una urbanització petita i de poca població, ja que el 2018 tenia 154 habitants, que representa l'1,7% del cens municipal.